# Diecezja Bilbao
Diecezja Bilbao (łac. Dioecesis Flaviobrigensis) – diecezja Kościoła rzymskokatolickiego w Hiszpanii. Należy do metropolii Burgos. Została erygowana 2 listopada 1949.

## Główne świątynie
- Katedra: Bazylika katedralna św. Jakuba w Bilbao
- Bazyliki mniejsze:
  - Bazylika Wniebowzięcia Najświętszej Maryi Panny w Lekeitio
  - Bazylika Niepokalanego Poczęcia Najświętszej Maryi Panny w Elorrio
  - Bazylika Matki Bożej z Begoña w Bilbao
  - Bazylika Matki Bożej w Portugalete
  - Bazylika Matki Bożej z Uribarri w Durango

## Biskupi diecezjalni
- Casimiro Morcillo González (1950–1955)
- Pablo Gúrpide Beope (1955–1968)
- Antonio Añoveros Ataún (1971–1978)
- Luis María de Larrea y Legarreta (1979–1995)
- Ricardo Blázquez Pérez (1995–2010)
- Mario Iceta Gavicagogeascoa (2010–2020)
- Joseba Segura Etxezarraga (od 2021)